# Oberentfelden
Oberentfelden es una comuna suiza del cantón de Argovia, ubicada en el distrito de Aarau. Limita al norte con la comuna de Unterentfelden, al este con Suhr y Gränichen, al sur con Muhen y Kölliken, y al oeste con Gretzenbach (SO) y Schönenwerd (SO).